# 오비고
오비고(Obigo)는 대한민국의 기업이다. 본사는 경기 성남시 분당구 판교로 338 (삼평동) 한국전자무역센터 3층에 위치해 있으며 대표이사는 황도연이다.

## 상장
2021년 7월 13일에 주관사를 NH투자증권로 공모가 14,300원에 코스닥 시장에 상장하였다.

## 참고문헌
1. ↑  NH투자 "오비고 소프트웨어 중심 자동차 구현 중추적 역할, 올해 흑자전환", 비즈니스포스트, 2023-09-14
2. ↑  오비고, 렉서스 최초 순수 전기차 'RZ'에 스마트카 SW 플랫폼 탑재, 뉴스핌, 2023-06-22
3. ↑  오비고, 엔씨소프트와 '차량용 생성 AI 서비스' 개발한다...운전자에게 새로운 경험 제공, AI타임즈, 2023.12.18